# Jules Supervielle
Jules Supervielle (ur. 16 stycznia 1884 w Montevideo, zm. 17 maja 1960 w Paryżu) – francuski pisarz, poeta.

## Życiorys
Jules Supervielle urodził się 16 stycznia 1884 w stolicy Urugwaju, Montevideo. Jego rodzice byli Francuzami. Ojciec, również mający na imię Jules, wywodził się z rejonu Béarn na południowym zachodzie Francji, matka była z pochodzenia Baskijką. Wychowywał się we Francji i w Urugwaju. Obdarzony talentem malarskim, zastanawiał się nad pójściem na Akademię Sztuk Pięknych, ostatecznie wybrał filologię hiszpańską. W 1907 ożenił się z Hiszpanką z Urugwaju, Pilar Saavedrą. Miał z nią sześcioro dzieci. Jedna z córek, Anne Marie Supervielle, również została pisarką. Jules Supervielle zmarł 17 maja 1960 w Paryżu.

## Twórczość
Jules Supervielle wydał między innymi tomiki poetyckie Poèmes (1919), Gravitations (1925), Les Amis inconnus (1934) i La Fable du monde (1938). Opublikował też powieści Le Voleur d’enfants (1926) i L’Enfant de la haute mer (1931) oraz sztuki teatralne La Belle au bois (1932) i Robinson (1949). 
Na język polski wiersze Jules’a Supervielle’a tłumaczyli Zbigniew Bieńkowski, Julian Przyboś, Adriana Szymańska i Adam Ważyk. Prozę przyswajali Mikołaj Bieszczadowski, Barbara Czałczyńska i Joanna Petry-Mroczkowska.